# 토마시 사토란스키
토마시 사토란스키(체코어: Tomáš Satoranský, 1991년 10월 30일 ~ )는 체코의 농구 선수로 포지션은 슈팅 가드, 포인트 가드이다. 현재 전미 농구 협회(NBA)의 시카고 불스와 체코 농구 국가대표팀 소속으로 뛰고 있다.